# Hanjiang, Yangzhou
Hanjiang är ett stadsdistrikt i Yangzhous stad på prefekturnivå  i Jiangsu-provinsen i östra Kina. Det ligger omkring 72 kilometer nordost om provinshuvudstaden Nanjing.
År 2011 inlemmades det tidigare stadsdistriktet Weiyang (Weiyang Qu) i Hanjiang.